# The EMI Years 1973–1975
A The EMI Years 1973–1975 egy Jimmy Cliff-válogatásalbum 2003-ból.

## Számok
1. Born to Win
2. On My Life
3. Fundamental Raggay
4. Under the Sun, Moon and Stars
5. Oh Jamaica
6. Money Version
7. Black Queen
8. Be True
9. Price of Peace
10. I See the Light
11. You Can't Be Wrong and Get Right
12. Foolish Pride
13. I've Been Dead 400 Years
14. Look What You've Done to My Life Devil Woman
15. Music Maker
16. Every Tub
17. Don't Let It Die
18. Actions Speak Louder Than Words
19. Million Teardrops
20. Save a Little Loving